# Palazzo Apostolico (Loreto)
Il palazzo Apostolico sorge nella piazza della Madonna a Loreto, nelle Marche.
Fa parte dei complessi della basilica-santuario e ne ospita il Museo pontificio della Santa Casa. Il museo conserva il cosiddetto "tesoro della Santa Casa", dipinti, sculture, arazzi e maioliche provenienti dal santuario e donati alla Santa Casa nel corso dei secoli.

## Storia

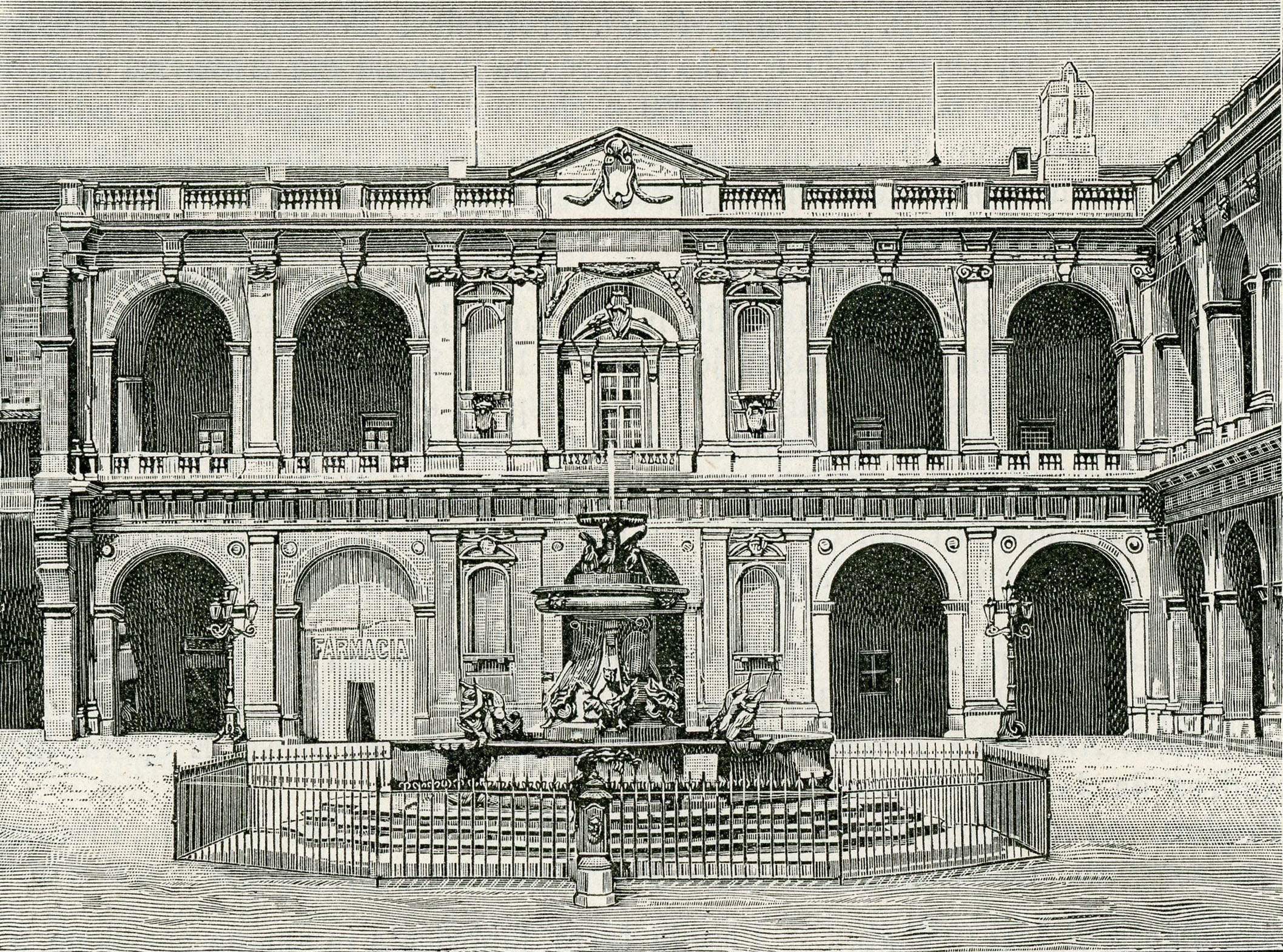
Xilografia rappresentante una porzione del palazzo nel 1898

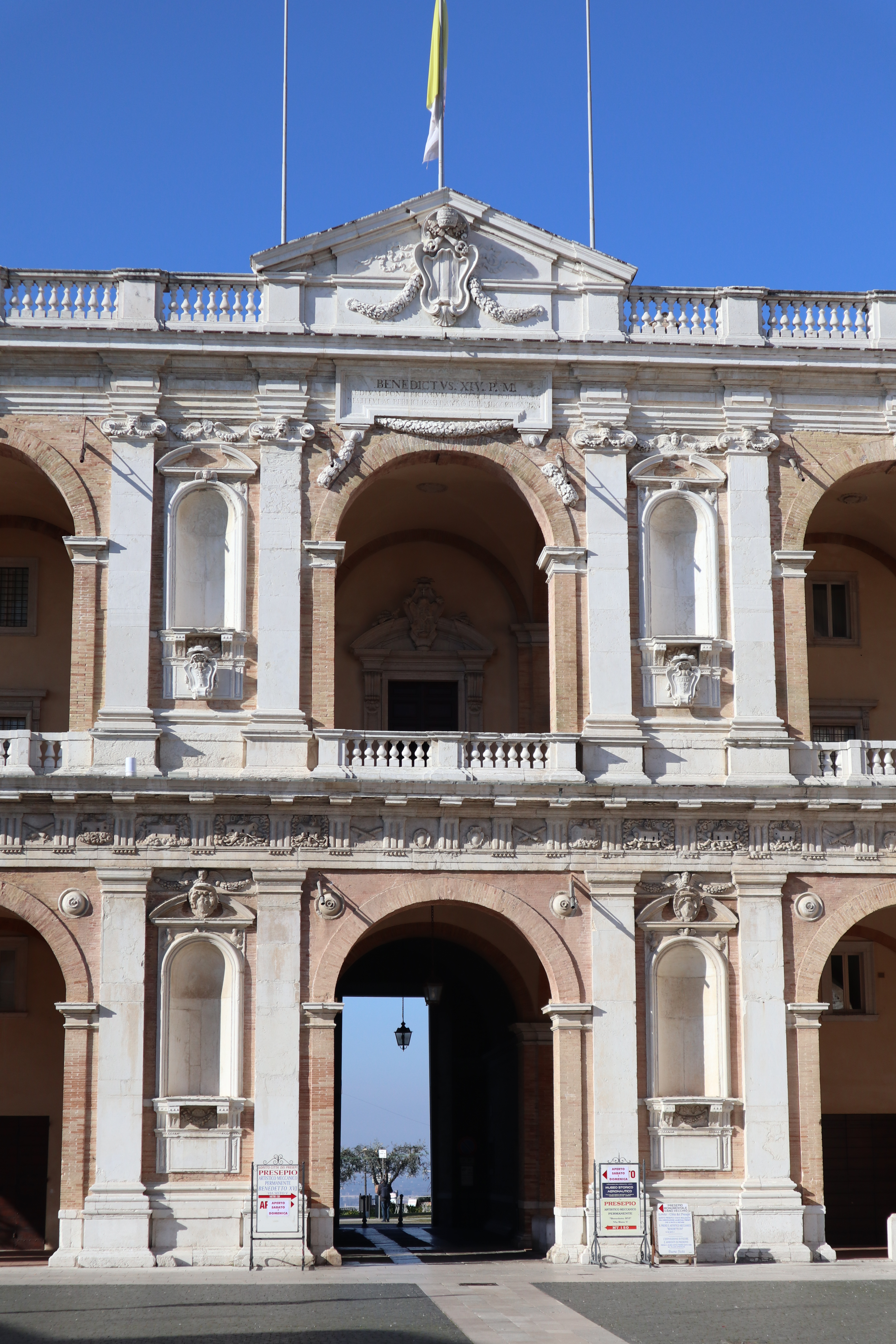
Particolare della facciata

L'imponente edificio venne progettato dal grande architetto Donato Bramante, inviato a Loreto nel 1507-09 da papa Giulio II. Si trattava di una grande opera a tre ali e doppio ordine di arcate che doveva cingere l'intera piazza davanti al santuario della Santa Casa. La costruzione venne iniziata dal braccio nord da Antonio da Sangallo il Giovane, a partire dal fianco del campanile, e continuata da Giovanni Boccalini che ne ultimò il piano superiore. Il cantiere si fermò probabilmente per mancanza di fondi. Nel 1573 l'architetto Raniero Nerucci scolpisce il portale in stile classico, dalle slanciate proporzioni e dal rilievo contenuto ed elegante dell'ornato. Questo portale era in realtà destinato alla basilica, dalla quale fu tolto e murato nel palazzo Apostolico nel 1580. Nel 1643 papa Urbano VIII cercò di espropriare le case del lato sud della piazza, invano. I lavori ripresero solo con Luigi Vanvitelli che completò il lato ovest, che guarda la basilica, nel XVIII secolo. L'opera si arrestò di nuovo e rimase incompiuta nel lato meridionale.
Dal 1936 il pianterreno ed i seminterrati sono destinati all'accoglienza dei pellegrini infermi che arrivano tramite i "treni bianchi". Nei locali vicino al santuario ha sede la  Congregazione della Santa Casa; nei piani superiori è ospitato il Museo del tesoro della Santa Casa.

## Museo pontificio della Santa Casa
Il museo è situato nei piani superiori del palazzo apostolico e conserva il "tesoro della Santa Casa", dipinti, sculture, arazzi e maioliche, oggetti d'oreficeria e mobili provenienti dal santuario e donati alla Santa Casa nel corso dei secoli.
Nella raccolta dei dipinti spiccano le otto opere della tarda maturità di Lorenzo Lotto.